# Wifredo Ricart
Wifredo Pelayo Ricart Medina Francisco de Borja (15 mai 1897 à Barcelone – 19 août 1974 à Barcelone) était un ingénieur, designer et manager exécutif espagnol travaillant dans l'industrie automobile.

## Biographie
Wifredo Pelayo Ricart Medina Francisco de Borja ou simplement Wifredo Ricart, est né à Barcelone le 15 mai 1897 était le fils d'un marin, directeur de l'Ecole Nautique José Ricart y Giralt. En 1918, il obtient un Doctorat de recherche en ingénierie industrielle. Il débute très rapidement sa carrière comme directeur de la société Vallet y Fiol, important constructeur de pompes à eau et distributeur des fameuses automobiles espagnoles Hispano-Suiza. Chez Vallet y Fiol, il invente le "carburol", un carburant spécifique pour les Hispano-Suiza.
En 1920, il crée, avec Francisco Pérez de Olaguer, la Sociedad Anónima de Motores Ricart-Pérez, entreprise de construction de moteurs industriels, à Bacelone, sa ville natale. Il dissout cette entreprise en 1926 et fonde sa propre société de construction automobile Motores y Automóvil Ricart. À l'automne 1927, il présente au Salon de l'Automobile de Paris une voiture de tourisme hautes performances aux solutions inédites. En 1928, il s'associe avec l'industriel espagnol Felipe Batlló y Godó pour créer l'Industria Nacional Metalúrgica et la société Ricart España.
Le petit constructeur automobile Ricart España fabriquait des voitures particulières en très petites séries jusqu'à ce que le général Berenguer, dernier Président du Conseil de la monarchie espagnole, supprime les avantages douaniers dont bénéficiait l'industrie automobile. Dès 1929, Wilfredo Ricart s'est distingué comme concepteur indépendant en concevant des moteurs que construisait Hispano-Suiza. Il contacte des marques importantes, le suisse Saurer, l'allemand Mercedes-Benz et les italiens Alfa Romeo, Fiat et Lancia, pour leur acheter des autobus pour la société de transports urbains de Valence.

## Période Italienne 1936 - 1945
À partir de 1935, il se tourne entièrement vers l'Italie, qui connaît un développement très dynamique de l'industrie automobile, accompagné de succès retentissants en compétition. Passionné de solutions techniques "nobles" mais complexes (à l'instar d'Ettore Bugatti) il travaillera sur les voitures de compétition de la firme Alfa Romeo.
En 1940, il est nommé Directeur de Projets Services et Expériences et va être amené à travailler avec le responsable du département compétition de la firme, Enzo Ferrari en personne. La collaboration entre les deux hommes à la personnalité affirmée n'ira pas sans frictions ni étincelles.
L'entrée en guerre de l'Italie fasciste va surprendre les industriels italiens qui ne s'y étaient pas préparés. L'Italie sortira totalement dévastée de la Seconde Guerre mondiale, les usines Alfa Romeo dont l'importance militaire était considérée comme stratégique avec ses productions de moteurs d'avions et de camions notamment, ont fait l'objet de trois bombardements majeurs en 1943 et 1944, jusqu'à la destruction totale et la fermeture de l'usine de Pomigliano d'Arco le 30 mai 1943 et celle de l'Portello en octobre 1944. Dès la fin de la guerre, tout est mis en œuvre pour reconstruire et reprendre la fabrication de camions et d'autobus dans un premier temps et même de cuisinières électriques pour occuper les ouvriers. La production automobile est très fortement ralentie et Wilfredo Ricart revient en Espagne en fin d'année 1945.

## Période Espagnole après 1945
Fin 1945, rentré en Espagne, il prépare son départ pour les États-Unis, ayant accepté une offre séduisante de Studebaker, mais Juan Antonio Suanzes, alors Ministre de l'Industrie et du Commerce et Directeur de l'Institut national de l'industrie - INI, le convainc de participer à la construction de l'industrie automobile espagnole, objectif impératif pour le pays du fait de la politique d'autarcie décidée, mais surtout imposée à la suite des sanctions internationales, à l'Espagne du général Franco.
Sa première mission sera d'élaborer un plan stratégique pour le secteur automobile qui va marquer les orientations de l'État espagnol dont la création de l'ENASA, construite avec le précieux patrimoine d'Hispano-Suiza, pour la fabrication de camions et la recherche de partenaires internationaux pour la production de voitures particulières, ce qui finira par donner naissance en 1953 à Seat avec le soutien du géant italien Fiat.
Pour cela, il va créer, en 1946, le Centre d'Etudes Techniques de l'Automobile - CETA, basé à Madrid, regroupant deux douzaines d'ingénieurs italiens d'Alfa Romeo, (au chômage en Italie avant la reprise de l'activité), et commença donc à travailler pour l'INI, la holding de l'Etat espagnol.
Selon les conclusions du CETA, en octobre 1946 l'INI force le rachat (une nationalisation masquée) d'Hispano-Suiza, installée à Barcelone dans le quartier de La Sagrera, site qui va devenir la première usine Pegaso. Il entreprend la restructuration ce qui reste de la branche espagnole de la firme Hispano-Suiza avec les capitaux d'État et crée l'ENASA dont il est nommé PDG. Il choisit comme marque commerciale le légendaire cheval ailé Pégase (Pegaso en espagnol) et tente d'imposer sur le marché du haut de gamme un coupé de hautes performances, dont il a été dit que c'était un défi quelque peu égoïste à Enzo Ferrari. Véritable chef-d'œuvre de complexité mécanique (V8, 4 A.C.T., à distribution desmodromique), la Pegaso Z 102  n'aura qu'une production limitée de 84 exemplaires mais sera le porte-drapeau du savoir faire technique de la firme qui, plus prosaïquement, prospérera en produisant des camions, des camionnettes, des autobus, des autorails, des automitrailleuses, et des tramways qui étaient bien plus nécessaires que des voitures de luxe dans le contexte du relèvement économique de l'Espagne dans les années 1950 et 1960.
Wifredo Ricart prend ses distances avec les dirigeants espagnols et quitte ses fonctions en 1958. En 1959, il est élu Président de Lockheed SA à Paris. En 1961 Lockheed, Bendix et Ducellier fusionnent pour former le groupe DBA et Ricart est le PDG jusqu'en 1965.
Le groupe ENASA est mis en vente par l'Etat espagnol en 1989 et après le refus de l'Office ouest-allemand des cartels de laisser les constructeurs allemands concurrents MAN AG et Daimler-Benz de racheter ENASA notifié en mai 1990, INI lance un second appel d'offres international et vend l'ensemble ENASA-Pegaso en septembre 1990 à IVECO, filiale poids lourds du groupe Fiat.